# Kyyjärvi
Kyyjärvi ist eine finnische Gemeinde mit 1196 Einwohnern (Stand 31. Dezember 2022).

## Geographie
Kyyjärvi liegt im Nordosten der Landschaft Mittelfinnland im Bereich des dünn besiedelten Suomenselkä-Moränenrückens. Das Relief ist hügelig und erreicht Höhen bis zu 231 Metern über dem Meeresspiegel. Weite Teile des Gemeindegebiets sind versumpft und noch in einem recht naturbelassenen Zustand. Die Aapamoore Pohjoisneva, Saarisuo, Valleussuo, Löytösuo, Hirvilampi und Peuralamminneva sind im Rahmen des Natura-2000-Systems als Naturschutzgebiete ausgewiesen. Sie sind Lebensraum zahlreicher seltener Pflanzen- und Tierarten, darunter Wolf, Braunbär, Luchs, Fischotter und Waldren.
Größter See der Gemeinde ist mit einer Fläche von 16,34 Quadratkilometern der namensgebende Kyyjärvi („Kreuzottersee“). An seinem Südufer befindet sich auch das Kirchdorf Kyyjärvi. Das Dorf ist als Kreuzungspunkt der finnischen Staatsstraßen 13 (Kokkola-Jyväskylä) und 17 (Ylistaro-Kyyjärvi) als Verkehrsknotenpunkt von Bedeutung. An das finnische Eisenbahnnetz ist Kyyjärvi nicht angeschlossen, der nächstgelegene Bahnhof befindet sich 80 Kilometer westlich in Lapua.
Im Kirchdorf ist die Gemeindeverwaltung und das Einkaufszentrum Paletti angesiedelt. Zur Gemeinde gehören neben dem Kirchdorf die Dörfer Hokkala, Koskimäki-Huhtala, Kumpula, Noposenaho, Hokkasenaho, Nurmijoki, Oikari, Peuralinna, Pölkki, Saunakylä und Vehkaperä.

## Geschichte
Die Gegend von Kyyjärvi wurde schon kurz nach dem Ende der letzten Eiszeit besiedelt, wie Steinwerkzeugfunde besonders aus dem höhergelegenen Nordteil des Gemeindegebiets belegen. Eine dauerhafte Besiedlung entstand in der unwegsamen Region indes erst im 17. Jahrhundert, beginnend am Südufer des Kyyjärvi. Seit dem 18. Jahrhundert führte eine der wenigen Handelsstraßen zwischen den Küstenstädten und dem finnischen Binnenland durch das heutige Kyyjärvi, der Savon tie. An dieser auch strategisch bedeutenden Straße wurde an der Stelle des heutigen Kirchdorfs am 3. Juli 1808 im Russisch-Schwedischen Krieg die Schlacht von Lintulahti geschlagen. Schwedisch-Finnische Truppen in einer Stärke von rund 650 Mann stellten sich hier unter dem Befehl von Major Otto von Fieandt den von Norden vorstoßenden Russen Oberst Jegor Wlastow entgegen, mussten sich aber nach heftigen Gefechten geschlagen geben und sich nach Perho zurückziehen.
Bis zur Erlangung der kommunalen Selbstständigkeit im Jahr 1929 gehörte Kyyjärvi zur Gemeinde Karstula. Seit Jahren ist Kyyjärvi wie viele ländliche Gemeinden von anhaltender Landflucht betroffen; 1970 hatte die Gemeinde noch annähernd 2.000 Einwohner.

## Sehenswürdigkeiten
In Kyyjärvi haben sich einige Gutshöfe und Dorfensembles aus dem 19. und frühen 20. Jahrhundert gut erhalten und sind als Kulturlandschaft geschützt. Zu nennen ist hier insbesondere das Dorf Pölkki am Nordufer des Sees und die im österbottnischen Stil erbauten Gutshöfe Koskipää, Meriläinen und Niemelä.
Die ersten Entwürfe für die Kirche von Kyyjärvi wurden bereits 1914 angefertigt, doch wurde der Bau erst 1952–53 unternommen, so dass seine Gestalt von einem schmucklosen Funktionalismus geprägt ist.

## Politik
Wie in den meisten ländlichen Gegenden Finnlands ist in Multia die Zentrumspartei die stärkste Partei. Bei der Kommunalwahl 2008 erhielt sie über die Hälfte der Stimmen. Im Gemeinderat, der höchsten Entscheidungsinstanz bei lokalen Angelegenheiten, stellt sie 10 von 17 Abgeordneten. Zweitgrößte Fraktion ist die Nationalen Sammlungspartei mit drei Sitzen gefolgt von den Sozialdemokraten mit zwei Abgeordneten. Recht stark vertreten sind auch die Christdemokraten mit einem zweistelligen Wahlergebnis und ebenfalls zwei Sitzen im Stadtrat.
| Partei                    | Wahlergebnis 2008 | Sitze |
| ------------------------- | ----------------- | ----- |
| Zentrumspartei            | 56,7 %            | 10    |
| Nationale Sammlungspartei | 17,5 %            | 3     |
| Sozialdemokraten          | 14,6 %            | 2     |
| Christdemokraten          | 11,2 %            | 2     |

Kyyjärvi unterhält Gemeindepartnerschaften mit Luhansk in der Ukraine (seit 1990) und Võnnu in Estland (seit 1990).